# KLV Kerkhoven VC
KLV Kerkhoven VC was een voetbalclub van het gehucht Kerkhoven in de Belgische stad Lommel. De club was aangesloten met stamnummer 5161 bij de KBVB en is ontbonden in 2010.

## Resultaten[2][3]
| Seizoen | Klasse | Klasse | Klasse | Klasse | Klasse | Reeks          | Punten | Opmerkingen                     |
|         | IV     | P.I    | P.II   | P.III  | P.IV   |                |        |                                 |
| ------- | ------ | ------ | ------ | ------ | ------ | -------------- | ------ | ------------------------------- |
| 1950/51 |        |        |        | 7      |        | 3e Provinciale | 14     |                                 |
| 1951/52 |        |        |        | 5      |        | 3e Provinciale | 35     |                                 |
| 1952/53 |        |        |        | 1      |        | 3e Provinciale | 40     | Promotie naar 2de Provinciale   |
| 1953/54 |        |        | ?      |        |        | 2e Provinciale | ?      | Degradatie naar 3de Provinciale |
| 1954/55 |        |        |        | 6      |        | 3e Provinciale | 21     |                                 |
| 1964/65 |        |        |        | ?      |        | 3e Provinciale | ?      | Promotie naar 2de provinciale   |
| 1966/67 |        |        | ?      |        |        | 2e Provinciale | ?      | Degradatie naar 3de Provinciale |
| 1975/76 |        |        |        | 1      |        | 3e Provinciale | 44     | Promotie naar 2de Provinciale   |
| 1979/80 |        |        | 7      |        |        | 2e Provinciale | 33     |                                 |
| 1980/81 |        |        | 5      |        |        | 2e Provinciale | 36     |                                 |
| 1981/82 |        |        | 6      |        |        | 2e Provinciale | 32     |                                 |
| 1982/83 |        |        | 16     |        |        | 2e Provinciale | 17     | Degradatie naar 3de Provinciale |
| 1993/94 |        |        |        | 10     |        | 3e Provinciale | 27     |                                 |
| 1994/95 |        |        |        | 7      |        | 3e Provinciale | 35     |                                 |
| 1997/98 |        |        |        | ?      |        | 3e Provinciale | ?      | Degradatie naar 4de Provinciale |
| 2005/06 |        |        |        |        | ?      | 4e Provinciale | ?      | Promotie naar 3de Provinciale   |
| 2006/07 |        |        |        | 10     |        | 3e Provinciale | 30     |                                 |
| 2007/08 |        |        |        | 9      |        | 3e Provinciale | 30     |                                 |
| 2008/09 |        |        |        | 3      |        | 3e Provinciale | 23     |                                 |